# Nationella listan
Nationella listan (Reshima Mamlakhtit) var ett politiskt parti i Israel, bildat 1969 av David Ben Gurion sedan dennes tidigare parti Rafi, mot hans vilja, hade gått upp i Arbetaralliansen.
I valet samma år vann listan fyra platser i Knesset. Dessa tillföll Ben Gurion, Isser Harel,  Igael Hurvitz och  Meir Avizohar.
Den sistnämnde hoppade dock, efter en tid, av partiet för att under återstoden av mandatperioden representera Alliansen.
Ben Gurion avsade sig sin plats 1970 och ersattes av Zalman Shoval.
Nationella listan gick senare samman med Fritt Centrum samt den utomparlamentariska Rörelsen för Stor-Israel och bildade det nya partiet La'am.
Före valet 1973 gick La'am ihop med Gahal och bildade valalliansen Likud. 
Likud erövrade 39 platser. Två av dessa tillföll Hurvitz och Shoval.